# August Butenop
August Butenop (1788 – 1807 in Rathenow) war ein deutscher Kinderdarsteller und Theaterschauspieler.

## Leben
Butenop, Sohn des Schauspielers Carl Heinrich Butenop und der Johanna Auguste Weil ging bereits als Kind mit seinen Eltern auf Wanderschaft. Er galt als talentvoll, verstarb aber mit nur 19 Jahren kurz nach seiner Mutter.